# Herman Lintvelt
Pas d'image ? Cliquez ici

a Compétitions nationales et continentales officielles uniquement.

b Matchs officiels uniquement.
Herman Dirk Lintvelt, né le 6 septembre 1976 à Windhoek (Sud-Ouest africain), est un joueur de rugby à XV namibien. Il joue avec l'équipe de Namibie, évoluant au poste de troisième ligne aile. Il fait partie de la sélection de Namibie sélectionnée pour la Coupe du monde 2007 en France.

## Statistiques internationales
- 33 sélections avec l'équipe de Namibie entre 1998 et 2007
- 1er test match le 12 septembre 1998 contre l'équipe de Côte d'Ivoire
- Coupe du monde :
  - 1999 : 3 matchs, 0 comme titulaire (Fidji, France, Canada)
  - 2003 : 3 matchs, 2 comme titulaire (Argentine, Irlande, Australie)
  - 2007 : 2 matchs, 0 comme titulaire (France, Argentine)